# (37589) 1991 NN9
1991 أن أن 9 (ويعرف أيضًا باسم (37589) 1991 أن أن 9 وفق تسمية الكوكب الصغير) (بالإنجليزية: 1991 NN9)‏ هو كويكب ضمن حزام الكويكبات؛ وترتيبه 37589 من حيث الاكتشاف.
اكتُشف هذا الجُرم الفلكي بواسطة اليانور إف. هيلين في 9 يوليو 1991.

## وصلات خارجية
- (37589) 1991 NN9 في قاعدة بيانات مختبر الدفع النفاث لأجرام النظام الشمسي الصغيرة

- الاكتشاف · مخطط المدار ·  العناصر المدارية · المعلمات المادية

- (37589) 1991 NN9 على موقع ويكي سكاي: DSS2, SDSS, GALEX, IRAS, Hydrogen α, X-Ray, Astrophoto, Sky Map, Articles and images